# Niedersächsischer Fußballverband
Der Niedersächsische Fußballverband (NFV) ist die Dachorganisation von offiziell 2.690 Fußballvereinen mit 606.072 Mitgliedern und 15.802 Mannschaften in Niedersachsen. Der NFV wurde 1947 gegründet und gehört zu den drei größten der 21 Landesverbände des DFB. Sitz des NFV ist Barsinghausen. An der Spitze des Verbandes steht seit 2022 Ralph-Uwe Schaffert als Präsident. Das Verbandsgebiet gliedert sich in die vier Bezirke Braunschweig, Hannover, Lüneburg und Weser-Ems. Diesen sind 32 Kreise zugeordnet.

## Wettbewerbe
Folgende Wettbewerbe werden unter der Aufsicht des Niedersächsischen Fußballverbandes ausgetragen:

### Herren
- NFV-Pokal
- NFV-Meisterschaft (von 1995 bis 2010 wurde der Meister durch ein „Endspiel“ des Meisters der Niedersachsenliga Ost gegen den Meister der Niedersachsenliga West (bis 2008) bzw. der Oberliga Niedersachsen Ost und West (2009 und 2010) ermittelt, seit der Saison 2010/11 ist der Erstplatzierte der neuen eingleisigen Oberliga Niedersachsen Niedersachsenmeister)
- NFV-Futsal-Liga
- VGH-Fairness-Cup[2]

### Frauen
- NFV-Meisterschaft
- NFV-Pokal

### Junioren
- Sparkassen-Cup A-Junioren
- Sparkassen-Cup B-Junioren
- NFV-Meisterschaft C-Junioren
- Sparkassencup (Größtes europäisches Nachwuchsturnier)
- Cup der Region (Wettbewerb für Talente aus der Region Hannover)
- E.ON Avacon-Cup (Niedersächsische Hallenmeisterschaft für U13-Junioren)
- E-Jugend-Cup für Kinderkrebshilfe
- VGH Girls-Cup[3]

## Geschichte
Vor und bis 1933 gab es im Fußball kein „Niedersachsen“ als Gebiets- und Organisationseinheit. Vereine des heutigen NFV spielten in verschiedenen Bezirken des Norddeutschen Fußball-Verbandes, zum Teil auch in dessen West- und Mitteldeutschen Nachbarverbänden. In der NS-Zeit entstand der Sportgau/-bereich Niedersachsen, der kriegsbedingt 1942 wieder aufgelöst wurde. Sein Gebiet entsprach weitgehend dem des heutigen NFV, schloss aber auch Bremen ein.
Der NFV entstand provisorisch bereits im August 1946 in Form einer Sparte Fußball des Landessportbundes Niedersachsen, der sich in Vorbereitung befand und im April 1947 gegründet wurde. Zum eigenständigen Fachverband wurde der NFV am 3. Juli desselben Jahres.
Eine spieltechnische Verflechtung mit Bremen bestand noch bis zum Saisonende 1948/49, in Einzelfällen darüber hinaus. Erst 1951 wurde die Grafschaft Bentheim vom Westfälischen an den Niedersächsischen Fußball-Verband „abgetreten“. Zahlreiche Vereine aus dem Umland Hamburgs wechselten erst viel später in den NFV.

## Organisation
Oberstes Beschlussorgan des NFV ist der Verbandstag, sowie für den Jugendbereich der Verbandsjugendtag, die regelmäßig alle 3 Jahren zusammenkommen. In der Zeit dazwischen werden Beschlüsse vom Verbandsvorstand getroffen.
Oberstes Verwaltungsorgan ist das Präsidium. Das Präsidium besteht aus dem Präsidenten, dem Vizepräsidenten Finanzen, den vier Vorsitzenden der Bezirke als weitere Vizepräsidenten, den Vorsitzenden der Verbandsausschüsse und dem Direktor des NFV. Die ersten beiden werden vom Verbandstag gewählt, die vier Bezirksvorsitzenden werden vom Verbandstag als Vizepräsidenten bestätigt; der Direktor ist ein hauptamtlich Angestellter, der vom Präsidium berufen und vom Verbandstag bestätigt wird. Weitere Verwaltungsorgane sind die Verbandsausschüsse (Spielausschuss, Ausschuss für Frauen- und Mädchenfußball, Jugendausschuss, Schiedsrichterausschuss, Ausschuss für Qualifizierung, Ausschuss für gesellschaftliche Verantwortung).
Rechtsorgane des NFV sind das Oberste Verbandssportgericht und das Verbandssportgericht.
Dem Verbandsvorstand gehören die Mitglieder des Präsidiums (8 Personen = 8 Stimmen), die Vorsitzenden der Verbandsausschüsse (5 Personen = 5 Stimmen) und die Vorsitzenden der Kreise (33 Personen = 150 Stimmen) an. Die Stimmen der einzelnen Kreisvorsitzenden richten sich nach der Anzahl der gemeldeten Mannschaften im jeweiligen Kreis.

### Präsidium
- Präsident: Ralph-Uwe Schaffert[6]
- Vizepräsident Finanzen: August Borchers
- Vizepräsident: Stefan Voth als Vorsitzender des Bezirkes Braunschweig
- Vizepräsident: August-Wilhelm Winsmann (TuSpo Heinsen, Kreis Holzminden) als Vorsitzender des Bezirkes Hannover
- Vizepräsident: Christian Röhling als Vorsitzender des Bezirkes Lüneburg
- Vizepräsident: Bernd Kettmann als Vorsitzender des Bezirkes Weser-Ems und Kreis Osnabrück
- Vors. Spielausschuss: Jürgen Stebani
- Vors. Frauen- und Mädchenausschuss: Karen Rotter
- Vors. Jugendausschuss: Markus Schenke
- Vors. Schiedsrichterausschuss: Bernd Domurat
- Vors. Ausschuss für Qualifizierung: Dieter Neubauer
- Vors. Ausschuss für gesellschaftliche Verantwortung: Frank Schmidt
- Direktoren Steffen Heyerhorst, Jan Baßler
  - Ehrenpräsident: Karl Rothmund (1. FC Germania Egestorf/Langreder)

### Vorsitzende der Ausschüsse
- Spielausschuss: Jürgen Stebani (SV Ilmenau, Kreis Heide-Wendland)
- Ausschuss für Frauen- und Mädchenfußball: Karen Rotter (Kreis Region Hannover)
- Jugendausschuss: Walter Fricke (Kreis Ostfriesland)
- Schiedsrichterausschuss: Bernd Domurat (SV Wilhelmshaven e.V, Kreis Jade-Weser-Hunte)
- Ausschuss für Qualifizierung: Dieter Neubauer (Kreis Wolfsburg)
- Ausschuss für gesellschaftliche Verantwortung: Frank Schmidt (Kreis Osnabrück)

### Vorsitzende der Sportgerichte
- Oberstes Verbandssportgericht: Ralph-Uwe Schaffert (Kreis Hildesheim)
- Verbandssportgericht: Jörg Firus (Kreis Heide-Wendland)

### Liste der Präsidenten des NFV
- 1947–1969 Karl Laue (Hannover)
- 1969–1988 August Wenzel (Einbeck)
- 1988–2005 Engelbert Nelle (Hildesheim)
- 2005–2017 Karl Rothmund (Barsinghausen)
- 2017–2022 Günter Distelrath (Salzgitter)
- seit 2022 Ralph-Uwe Schaffert (Hildesheim)[7]

### Liste der Geschäftsführer/Direktoren des NFV
- 1947–1949 Heinrich Schwake
- 1949–1959 Annemarie Bruns
- 1959–1990 Otto Gereke
- 1990–2005 Karl Rothmund
- 2005–2019 Bastian Hellberg
- seit 2019 Steffen Heyerhorst, Jan Baßler[7]

## Gliederung
Die 4 Bezirke und 33 Kreise sind nicht rechtsfähig. Sie haben aber eigene Gremien, insbesondere Bezirkstag bzw. Kreistag, Vorstand und Ausschüsse sowie Gerichte. Sie wickeln den Spielbetrieb auf den Ebenen unterhalb der Oberliga ab (Landesliga und Bezirksliga für die Bezirke; Kreisliga und mehrere Kreisklassen auf Kreisebene). Während die Bezirke alle eine ähnliche Größe haben, ist die Größe der einzelnen Kreise stark unterschiedlich. Während den größten Kreisen Heide-Wendland und Ostfriesland 117 Vereine bzw. 163 Vereine angehören, haben die beiden Kreise Braunschweig und Osnabrück-Stadt nur 55 Vereine bzw. 36 Vereine (Stand 1. Januar 2019).
Sechs Vereine aus Niedersachsen, SV Aschwarden, Brinkumer SV, TSV Imsum, SV Lemwerder, TSV Melchiorshausen und SC Weyhe, gehören dem Bremer Fußball-Verband an. Nur zwei Vereine aus Niedersachsen, Buchholz 08 und der Buxtehuder SV, gehören dem Hamburger Fußball-Verband an.

### Bezirk Braunschweig
Der Bezirk Braunschweig ist in 8 Kreise gegliedert. Kein anderer Bezirk hat mehr Vereine als Braunschweig mit 721.
- Kreis Braunschweig (55 Vereine; 193 km²)
- Kreis Gifhorn (88 Vereine; 1.568 km²)
- Kreis Göttingen-Osterode (entstanden 2013 aus den ehemaligen Kreisen Göttingen und Osterode; 168 Vereine; 1.756 km²)
- Kreis Helmstedt (67 Vereine; 676 km²)
- Kreis Nordharz (entstanden 2012 aus den ehemaligen Kreisen Goslar, Salzgitter und Wolfenbüttel; 145 Vereine; 1.916 km²)
- Kreis Northeim-Einbeck (100 Vereine; 1.269 km²)
- Kreis Peine (63 Vereine; 537 km²)
- Kreis Wolfsburg (35 Vereine; 205 km²)

### Bezirk Hannover
Der Bezirk Hannover gliedert sich in lediglich 7 Kreise. Diesen gehören 643 Vereine an.
- Kreis Diepholz (78 Vereine; 1.991 km²)
- Kreis Hameln-Pyrmont (61 Vereine; 798 km²)
- Kreis Region Hannover (entstanden 2018 aus den ehemaligen Kreisen Hannover-Land und Hannover-Stadt; 234 Vereine; 2.297 km²)
- Kreis Hildesheim (118 Vereine; 1.208 km²)
- Kreis Holzminden (41 Vereine; 694 km²)
- Kreis Nienburg (55 Vereine; 1.401 km²)
- Kreis Schaumburg (56 Vereine; 676 km²)

### Bezirk Lüneburg
Dem flächengrößten Bezirk Lüneburg gehören in 9 Kreisen 608 Vereine an.
- Kreis Celle (53 Vereine; 1.551 km²)
- Kreis Cuxhaven (95 Vereine; 2.059 km²)
- Kreis Harburg (65 Vereine; 1.248 km²)
- Kreis Heidekreis (52 Vereine; 1.881 km²)
- Kreis Heide-Wendland (entstanden 2018 aus den ehemaligen Kreisen Lüchow-Dannenberg, Lüneburg und Uelzen; 117 Vereine; 4.018 km²)
- Kreis Osterholz (39 Vereine; 653 km²)
- Kreis Rotenburg (94 Vereine; 2.075 km²)
- Kreis Stade (52 Vereine; 1.267 km²)
- Kreis Verden (41 Vereine; 789 km²)

### Bezirk Weser-Ems
Der Bezirk Weser-Ems ist in 9 Kreisen gegliedert. Er besteht aus 695 Vereinen.
- Kreis Bentheim (38 Vereine; 982 km²)
- Kreis Cloppenburg (52 Vereine; 1.420 km²)
- Kreis Emsland (121 Vereine; 2.884 km²)
- Kreis Jade-Weser-Hunte (entstanden 2018 aus den ehemaligen Kreisen Ammerland, Friesland, Oldenburg-Stadt, Wesermarsch und Wilhelmshaven; 121 Vereine; 2.375 km²)
- Kreis Oldenburg-Land/Delmenhorst (entstanden 2012 aus den ehemaligen Kreisen Oldenburg-Land und Delmenhorst; 45 Vereine; 1.127 km²)
- Kreis Osnabrück-Land (91 Vereine; 2.122 km²)
- Kreis Osnabrück-Stadt (36 Vereine; 120 km²)
- Kreis Ostfriesland (entstanden 2017 aus den ehemaligen Kreisen Aurich, Emden, Leer und Wittmund; 163 Vereine; 3.142 km²)
- Kreis Vechta (28 Vereine; 813 km²)

## Auszeichnungen
Folgende Auszeichnungen werden vom Niedersächsischen Fußballverband verliehen.
- Niedersachsens Fußballer des Jahres
- Fair-Play-Cup Niedersachsen
- Fair ist mehr
- VGH-Fairness Cup

## Vereine des NFV in höheren Ligen | Saison 2024/25
| Nationale Ligaebene | Bezeichnung               | Anzahl           | Vereine |
| Männer – Fußball    | Männer – Fußball          | Männer – Fußball | Männer – Fußball                                                                                             |
| ------------------- | ------------------------- | ---------------- | --- |
| 1                   | 1. Bundesliga             | 1                | VfL Wolfsburg                                                                                                |
| 2                   | 2. Bundesliga             | 2                | Hannover 96, Eintracht Braunschweig                                                                          |
| 3                   | 3. Liga                   | 2                | VfL Osnabrück, Hannover 96 II⁠                                                                                |
| 4                   | Fußball-Regionalliga Nord | 7                | SV Meppen, SSV Jeddeloh II, VfB Oldenburg, Blau-Weiß Lohne, SV Drochtersen/Assel, TSV Havelse, Kickers Emden |
| Frauen – Fußball    |                           |                  | |
| 1                   | 1. Frauen-Bundesliga      | 1                | VfL Wolfsburg                                                                                                |
| 2                   | 2. Frauen-Bundesliga      | 1                | SV Meppen |
| 3                   | Frauen-Regionalliga Nord  | 6                | VfL Wolfsburg II, SV Meppen II, Hannover 96, SV Henstedt-Ulzburg, TSV Barmke                                 |
| Männer – Futsal     |                           |                  | |
| 1                   | Futsal-Bundesliga         | –                | – |
| 2                   | Futsal-Liga Nord          | 2                | Hannover 96, VfL Oldenburg                                                                                   |

### A-Junioren
Bundesliga:
- VfL Wolfsburg
- Hannover 96
- Eintracht Braunschweig
- VfL Osnabrück
- SV Meppen

Regionalliga:
- TSV Havelse
- FT Braunschweig
- JFV Calenberger Land

### B-Junioren
Bundesliga:
- VfL Wolfsburg
- Eintracht Braunschweig
- Hannover 96

Regionalliga:
- SV Meppen
- VfL Wolfsburg II
- Hannover 96 II
- VfL Osnabrück

### C-Junioren
Regionalliga:
- JLZ Emsland
- VfL Wolfsburg
- Hannover 96
- Eintracht Braunschweig
- VfL Osnabrück